# 14 Shots to the Dome
Albums de LL Cool J
Mama Said Knock You Out
(1990) Mr. Smith
(1995)
Singles
1. How I'm Comin'
Sortie : 15 février 1993
2. Back Seat (Of My Jeep)
Sortie : 1er juin 1993
3. Stand by Your Man
Sortie : 4 octobre 1993

14 Shots to the Dome est le cinquième album studio de LL Cool J, sorti le 1er juin 1993.
L'album s'est classé 1er au Top R&B/Hip-Hop Albums et 5e au Billboard 200 et a été certifié disque d'or par la Recording Industry Association of America (RIAA) le 2 juin 1993.

## Liste des titres
| No  | Titre                                                          | Contient un (des) sample(s) de | Durée |
| --- | -------------------------------------------------------------- | --- | ----- |
| 1.  | How I'm Comin'                                                 | Sing a Simple Song de Sly & the Family Stone Hot Pants - I'm Coming, I'm Coming, I'm Coming de Bobby Byrd Don't Change Your Love des Five Stairsteps | 5:05  |
| 2.  | Buckin' Em Down                                                | | 4:02  |
| 3.  | Stand by Your Man                                              | Fool's Paradise de Meli'sa Morgan La Di Da Di de Doug E. Fresh et Slick Rick                                                                         | 4:50  |
| 4.  | A Little Somethin'                                             | Groove Me (en) de King Floyd | 4:26  |
| 5.  | Pink Cookies in a Plastic Bag Getting Crushed by Buildings     | Blind Alley des Emotions | 4:17  |
| 6.  | Straight From Queens (featuring Lt. Stitchie)                  | | 4:54  |
| 7.  | Funkadelic Relic                                               | | 3:55  |
| 8.  | All We Got Left Is the Beat                                    | Hollywood Squares de Bootsy Collins | 4:38  |
| 9.  | (NFA) No Frontin' Allowed (featuring Lords of the Underground) | | 4:19  |
| 10. | Back Seat (Off My Jeep)                                        | You're Getting a Little Too Smart des Detroit Emeralds Big Water Bed de Monk Higgins and The Specialties                                             | 4:31  |
| 11. | Soul Survivor                                                  | | 4:38  |
| 12. | Ain't No Stoppin' This                                         | Get Up and Get Down des Dramatics | 4:43  |
| 13. | Diggy Down                                                     | Summer in the City de Quincy Jones featuring Valerie Simpson Don't Change Your Love des Five Stairsteps                                              | 4:58  |
| 14. | Crossroads                                                     | Synthetic Substitution de Melvin Bliss | 5:29  |